# Nanorana rostandi
Espèce
Synonymes
- Rana rostandi Dubois, 1974 "1973"
- Paa rostandi (Dubois, 1974)

Statut de conservation UICN

 VU B2ab(iii) : Vulnérable
Nanorana rostandi est une espèce d'amphibiens de la famille des Dicroglossidae.

## Répartition
Cette espèce est endémique de l'Ouest du Népal. Elle se rencontre entre 2 500 et 3 500 m d'altitude.
Sa présence est incertaine en Chine et en Inde.

## Étymologie
Cette espèce est nommée en l'honneur de Jean Rostand, écrivain et biologiste français (1894-1977).

## Publication originale
- Dubois, 1974 "1973" : Diagnoses de trois espèces nouvelles d'amphibiens du Népal. Bulletin de la Société Zoologique de France, vol. 98, p. 495-497.